# Фахри-паша
Оме́р Фахредди́н Тюркка́н (осман. عمر فخر الدین ترک قان‎, тур. Ömer Fahrettin Türkkan), также Фахри́-паша́ (осман. فخری پاشا‎), Фахредди́н-паша́ (осман. فخر الدین پاشا‎; 1868—1948) — османский генерал и комендант Медины (1916—1919).

## Биография
Омер Фахреддин-паша родился в 1868 году в Рущуке. В 1878 году во время русско-турецкой войны вместе с семьей эмигрировал в Стамбул. Во время учёбы в военной академии, которую окончил в 1888 году, брал уроки французского языка и фотографии. В 1891 году окончил штабной колледж, получив звание капитана. Был прикомандирован к IV османской армии, располагавшейся на границе с Арменией в Эрзинджане, где дослужился до звания подполковника. Принимал участие в боях против армянских фидаев. В 1908 году, будучи уже заместителем начальника штаба IV армии, был отозван в Стамбул, где занял должность начальника штаба I османской регулярной армии.
В 1911 году был командирован в Ливию для противостояния итальянцам. Во время Балканских войн командовал 31-й дивизией, дислоцированной в Галлиполи. Во время второй Балканской войны 22 июля 1913 года его дивизия совместно с войсками Энвер-паши освобождала Адрианополь.

### Первая мировая война
За несколько дней до начала Первой мировой войны был назначен командующим XII корпуса, дислоцировавшегося в Мосуле. 12 ноября 1914 года получил звание мирлива и был назначен заместителем командира IV османской армии, дислоцировавшейся в Алеппо.

#### Осада Медины
23 мая 1916 года Фахреддин-паша по приказу Джемаль-паши выдвинулся к Медине.
Через несколько дней вспыхнуло Арабское восстание и арабы осадили Медину. 17 июля 1916 года Факхри-паша был назначен командиром Хиджазского экспедиционного корпуса, оборонявшего Медину.
В октябре 1916 года арабы попытались Медину взять штурмом, но их атаки были отбиты турками.
Даже после окончания Первой мировой войны гарнизон Медины продолжал сопротивление. Он проигнорировал приказ военного министра Османской империи о сложении оружия. Но 10 января 1919 года он был схвачен своими подчинёнными и выдан арабам.

### После войны
После ареста Фахреддин-паша был доставлен в казармы в Каир. Позже был сослан на Мальту.. После возвращения из ссылки в 1921 году участвовал в войне за независимость Турции. Отличился в ходе греко-турецкой войны, совершив эффективный кавалерийский рейд. В 1922—1926 годах был послом Турции в Кабуле. Работал в суде военного трибунала, позже был его председателем. В 1936 году, получив звание генерал-майора, ушёл в отставку. Умер 22 ноября 1948 года в поезде от сердечного приступа.